# Weichselbaum
Weichselbaum är en ort och kommun i Österrike. Den ligger i distriktet Jennersdorf i förbundslandet Burgenland, i den östra delen av landet, 140 km söder om huvudstaden Wien. Kommunen har en kort gräns mot Ungern.
Kommunen består av fyra orter (Ortschaften) (inom parentes invånarantal 1 januari 2024):
- Krobotek (304)
- Maria Bild (191)
- Rosendorf (90)
- Weichselbaum (120)